# Stanisław Żałobny
Stanisław Jakub Żałobny (ur. 13 listopada 1931 w Zgierzu, zm. 26 czerwca 2006 w Łodzi) – polski architekt, działacz partyjny i państwowy, w latach 1986–1990 wiceprezydent Łodzi i z urzędu wicewojewoda łódzki.

## Życiorys
Syn Mariana i Kazimiery. W 1959 ukończył studia na Wydziale Architektury Politechniki Warszawskiej. Od 1961 należał do łódzkiego oddziału Stowarzyszenia Architektów Polskich i władz Łódzkiej Okręgowej Izby Architektów RP. Działał jako architekt i urbanista, zaprojektował m.in. Cmentarz Żołnierzy Radzieckich w Piotrkowie Trybunalskim oraz Muzeum Czynu Partyzanckiego w Polichnie. Został członkiem Stronnictwa Demokratycznego, był m.in. członkiem prezydium Wojewódzkiego Komitetu SD w Łodzi. Od 1976 należał do prezydium, a od 1981 do plenum Komitetu Łódzkiego SD. Od 1986 do 1990 zajmował stanowisko wiceprezydenta Łodzi i z urzędu wicewojewody łódzkiego.
Pochowany na cmentarzu Doły w Łodzi (XXIII/4/30).